# Far Eastern Wind - Autumn
「Far Eastern Wind - Autumn」（ファー・イースタン・ウィンド - オータム）は、小室哲哉が2008年9月10日にiTunes配信限定で全世界同時リリースしたアルバム。

## 解説
- iTunesのエレクトロニック1位・総合ランキング2位。
- Far Eastern Windシリーズの第5弾であり、「秋」をモチーフに制作。
- ジャケットデザインは、原田大三郎が引き続き担当。
- 「城跡の風」はアルバム購入のみのボーナストラックである。
- リットーミュージック刊「キーボード・マガジン」2008年10月号にて「城跡の風」のデモバージョンが付属された。
- 「秋音」のヴォーカルをkcoが担当している。

## トラックリスト
| #   | タイトル     | 作詞 | 作曲・編曲 | 時間 |
| --- | ------------ | ---- | ---------- | ---- |
| 1.  | 「秋音」     |      |            | 3:29 |
| 2.  | 「懐石」     |      |            | 4:54 |
| 3.  | 「音写」     |      |            | 5:45 |
| 4.  | 「細道」     |      |            | 5:39 |
| 5.  | 「無常」     |      |            | 6:23 |
| 6.  | 「侘」       |      |            | 7:24 |
| 7.  | 「寂」       |      |            | 4:51 |
| 8.  | 「五家」     |      |            | 6:34 |
| 9.  | 「教外別伝」 |      |            | 8:41 |
| 10. | 「初雪」     |      |            | 7:32 |
| 11. | 「城跡の風」 |      |            | 3:38 |